# Sommer

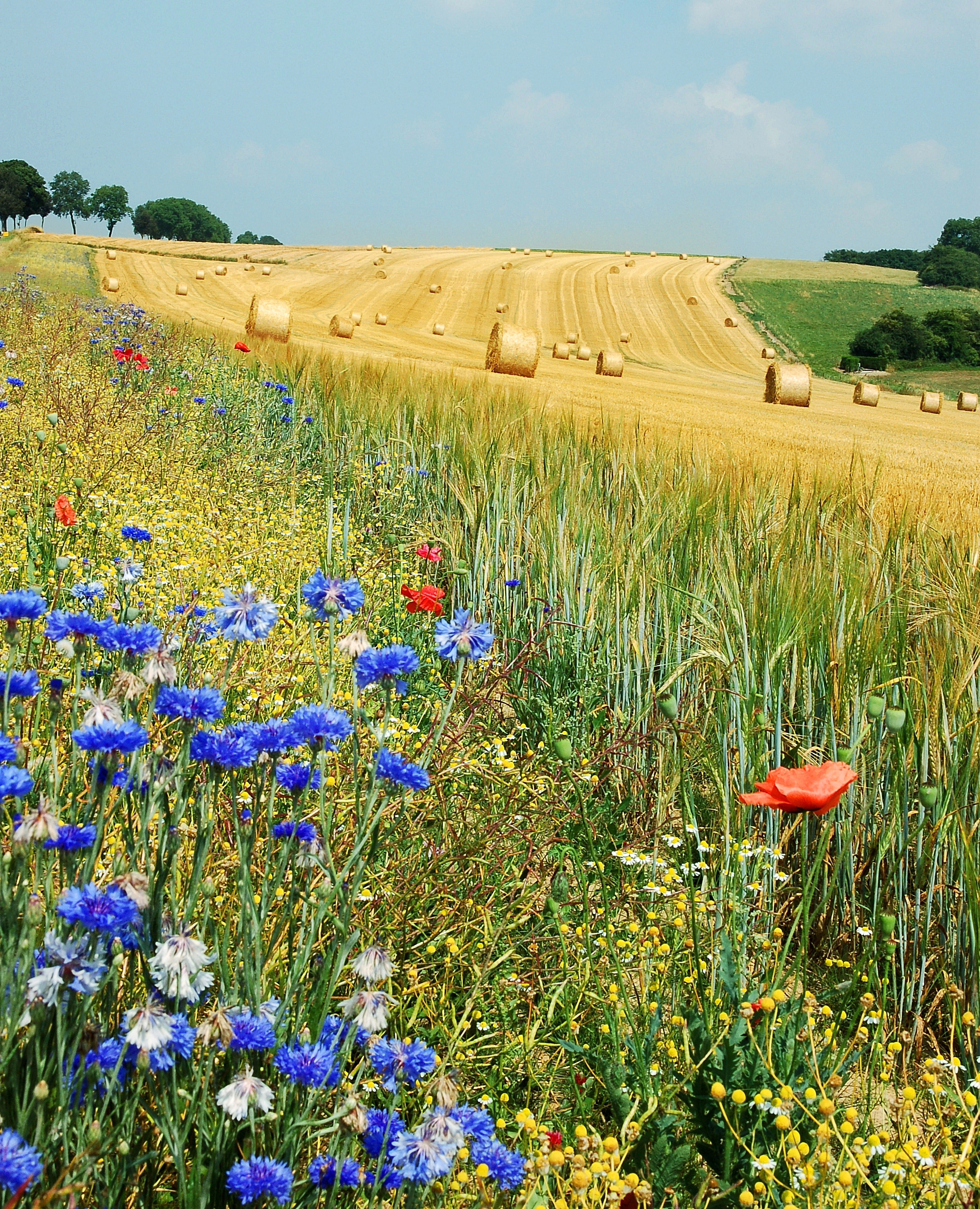
Ein Feld im Sommer (Hamois, Belgien)

Der Sommer ist die wärmste der vier Jahreszeiten in den subtropischen, gemäßigten, kalten und arktischen Klimazonen. Je nachdem, ob er gerade auf der Nord- oder Südhalbkugel herrscht, spricht man vom Nord- oder Südsommer. Der Nordsommer findet gleichzeitig mit dem Südwinter statt. Er folgt auf den Frühling und liegt zeitlich vor dem Herbst.

## Entstehung
Die Jahreszeiten entstehen, weil die Erdrotation nicht in der Ebene der Umlaufbahn um die Sonne erfolgt, sondern um 23,4° geneigt (siehe Ekliptikschiefe). Dadurch liegen Nord- und Südpol abwechselnd ein halbes Jahr im streifenden Sonnenlicht, und der Zenitstand der Sonne wechselt im Jahreszyklus zwischen nördlichem und südlichem Wendekreis.

## Dauer

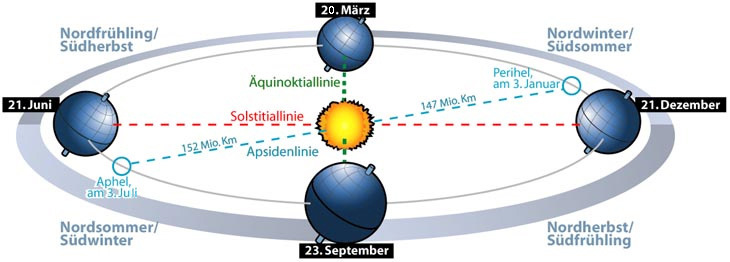
Umlaufbahn der Erde und Jahreszeiten

Astronomisch beginnt der Sommer mit der Sommersonnenwende – dem Zeitpunkt, zu dem die Sonne senkrecht über dem Wendekreis der eigenen Erdhälfte steht und die Tage am längsten sind. Der Sommerbeginn ist
- auf der Nordhalbkugel am 20., 21. oder 22. Juni, bzw.
- auf der Südhalbkugel am 21. oder 22. Dezember.

Danach werden die Tage wieder kürzer und die Nächte länger. Der Nordsommer endet mit der herbstlichen Tagundnachtgleiche am 22. oder 23. September und der Südsommer am 20. oder 21. März.
Im ostasiatischen Kulturkreis, der vom chinesischen Kalender geprägt ist, beginnt der Sommer bereits, wenn die Sonne 45° vor dem Sonnenwendpunkt steht (5., 6. oder 7. Mai), und endet, wenn die Sonne 45° dahinter steht (7., 8. oder 9. August). Die Sonnenwende liegt in der Mitte des Sommers. Dieses Vierteljahr entspricht genau der Zeit, in der die Sonne am höchsten am Himmel steht, also die potenziell größte Strahlkraft auf die jeweilige Erdhalbkugel hat.
Da die Umlaufbahn der Erde um die Sonne leicht elliptisch ist, d. h. von einer exakten Kreisbahn um 1,7 Prozent abweicht, sind die vier Jahreszeiten nicht genau gleich lang. Der Nordsommer (186 Tage) ist geringfügig länger als der Südsommer (179 Tage), da während des Nordsommers die Erde etwas weiter von der Sonne entfernt ist (Aphel am 5. Juli) und sich ihre Richtung zur Sonne etwas langsamer ändert.
Der phänologische Sommerbeginn kann vom astronomischen erheblich abweichen und wird neben der Land-Meer-Verteilung (maritimes vs. kontinentales Klima) auch durch anfängliche Großwetterlagen und vielerlei regionale Faktoren beeinflusst. Man unterscheidet zudem zwischen Frühsommer, Hochsommer und Spätsommer. 

Meteorologisch ordnet man dem Nordsommer die Monate Juni, Juli und August zu, dem Südsommer die Monate Dezember, Januar und Februar. 
In Mitteleuropa liegt der potenzielle Höhepunkt des Sommers mit den höchsten Temperaturen ungefähr drei bis sechs Wochen nach der Sommersonnenwende, also etwa zwischen Mitte und Ende Juli, bei eher kontinentalem Klima etwas früher, bei eher maritimem Klima etwas später. 
An den geografischen Polen herrscht ein halbes Jahr lang der so genannte Polartag, in den arktischen Regionen wochenlange Mitternachtssonne und Weiße Nächte.

## Kultur
In vielen Kulturen sind Bräuche und Riten mit dem Sommerbeginn verbunden, in Deutschland zum Beispiel das Sonnwend- oder Johannisfeuer. Ansonsten gilt der Sommer auch als die Jahreszeit der gesteigerten Lebensfreude. Das wird besonders auf durch die höheren Temperaturen veranlasste Aufenthalte und Aktivitäten im Freien, z. B. an Badeseen, zurückgeführt sowie auf durch Sonneneinstrahlung freigesetzte Hormone. Zudem existieren viele Lieder, die den Sommer, die Sonne und den Sonnenschein zum Thema haben.